# Brother Rat and a Baby
Pour plus de détails, voir Fiche technique et Distribution.
Brother Rat and a Baby est un film américain réalisé par Ray Enright et sorti en 1940. C'est la suite du film Brother Rat sorti en 1938.

## Synopsis
Les cadets Dan Crawford, Billy Randolph et Bing Edwards sont à présent diplômés de l'Institut militaire de Virginie. Bing et son épouse Kate nomment leur bébé Commencement. Mais, malgré l'enthousiasme des diplômés, ils découvrent rapidement que la vie après l'école est plus compliquée qu'ils ne le pensaient, surtout avec un bébé qui disparaît.

## Fiche technique
- Réalisation : Ray Enright
- Scénario :  John Cherry Monks, Jr., Fred F. Finklehoffe, Jerry Wald, Richard Macaulay
- Production : Hal B. Wallis
- Photographie : Charles Rosher
- Musique : Heinz Roemheld
- Montage : Clarence Kolster
- Genre : Comédie[1]
- Production : Warner Bros.
- Durée : 87 minutes
- Date de sortie : 13 janvier 1940

## Distribution
- Priscilla Lane : Joyce Winfree
- Wayne Morris : Billy Randolph
- Jane Bryan : Kate
- Eddie Albert : 'Bing' Edwards
- Jane Wyman : Claire Terry
- Ronald Reagan : Dan Crawford
- Peter B. Good : Commencement
- Arthur Treacher : Snelling
- Moroni Olsen : Major Terry
- Jessie Busley : Mme Brooks
- Larry Williams : Harley Harrington
- Berton Churchill : M. Harper
- Nana Bryant : Mme Harper
- Paul Harvey : Sterling Randolph
- Mayo Methot : femme dans le bus
- Edward Gargan : conducteur